# Железьниця (Великопольське воєводство)
Железьниця (пол. Żeleźnica, нім. Hammer) — село в Польщі, у гміні Краєнка Злотовського повіту Великопольського воєводства.
Населення — 108 осіб (2011).
У 1975-1998 роках село належало до Пільського воєводства.

## Демографія
Демографічна структура станом на 31 березня 2011 року:
|          | Загалом | Допрацездатний вік | Працездатний вік | Постпрацездатний вік |
| -------- | ------- | ------------------ | ---------------- | -------------------- |
| Чоловіки | 49      | 9                  | 33               | 7                    |
| Жінки    | 59      | 15                 | 32               | 12                   |
| Разом    | 108     | 24                 | 65               | 19                   |